# Initiative pour la Catalogne Verts - Gauche unie et alternative
Initiative pour la Catalogne Verts - Gauche unie et alternative (en catalan, Iniciativa per Catalunya Verds - Esquerra Unida i Alternativa), connue sous le sigle ICV-EUiA, est une coalition électorale catalane de gauche et écologiste.

## Historique
La coalition est formée en 2003 par l'Initiative pour la Catalogne Verts et la Gauche unie et alternative pour se présenter aux élections au Parlement catalan.

## Résultats électoraux

### Cortes générales
| Année | Congrès des députés | Congrès des députés | Congrès des députés | Congrès des députés | Sénat  | Sénat                                  |
| Année | %                   | Voix                | Rang                | Sièges              | Sièges | Coalition                              |
| ----- | ------------------- | ------------------- | ------------------- | ------------------- | ------ | -------------------------------------- |
| 2004  | 5,8                 | 234 790             | 5e                  | 2 / 47              | 1 / 16 | Accord catalan pour le progrès         |
| 2008  | 4,9                 | 183 338             | 5e                  | 1 / 47              | 1 / 16 | Accord catalan pour le progrès         |
| 2011  | 8,1                 | 280 152             | 4e                  | 3 / 47              | 1 / 16 | Accord pour le progrès de la Catalogne |

### Parlement catalan
| Année | Tête de liste | Sièges   | Voix    | %    | Rang |
| ----- | ------------- | -------- | ------- | ---- | ---- |
| 2003  | Joan Saura    | 6 / 135  | 241 163 | 7,28 | 5e   |
| 2006  | Joan Saura    | 9 / 135  | 281 474 | 9,56 | 5e   |
| 2010  | Joan Herrera  | 8 / 135  | 229 985 | 7,39 | 4e   |
| 2012  | Joan Herrera  | 10 / 135 | 358 857 | 9,90 | 5e   |